# Acalypha rhomboidea
Acalypha rhomboidea é uma espécie de flor do gênero Acalypha, pertencente à família Euphorbiaceae.